# No.1手榴弾
No 1手榴弾はイギリスで最初に作られた手榴弾である。第一次世界大戦で使用された。制式名称は Grenade, Hand No 1である。

## 概要
No 1手榴弾はイギリスの王立研究所で設計されたもので、エィルマー・ハルディン将軍による日露戦争中の日本製手榴弾の報告を基としている。エィルマー将軍は日露戦争中にイギリス軍の観戦武官であり、日本軍の手榴弾のサンプルを幾種類か持ち帰った。
この手榴弾は、正確には爆発物の缶に破片を生成する鉄製のバンドをつけたものである。信管は打撃発火する種類のものが使われ、手榴弾の頂部が地面に当たると起爆した。約16インチの長さのある棒状の柄によって、使用者はこの手榴弾を、爆発の生み出す爆風よりはるかに遠くへ投擲する事ができた。
この手榴弾が落下した際に、まず最初に確実に頂部を地面へ打ち当てるようにするため、布製の吹き流しが柄の終端に取り付けられた。これは投擲時に展開され、安定した飛翔のために尾部として働いた。
戦場が塹壕戦に陥った時、長い柄は不利なものになった。投擲のため後ろへ引いた際に信管が塹壕の壁面に触れ、幾度か事故が生じた。No 1手榴弾の派生型であるNo. 3手榴弾はより短い柄になっており、これは塹壕での投擲を容易にした。
こうした改修を経てもNo 1手榴弾とその派生型は戦闘で十分効果を発揮しなかった。1916年1月、イープルの戦いで捕虜となったドイツ軍兵士の証言に拠れば、No 1手榴弾は木製の板で跳ね返すことができた。少数の例では、弾かれた手榴弾を投げ返すことができた。
またNo 1手榴弾は、王立研究所だけが生産できた特別な起爆薬を必要としており、生産が難しいものであった。こうしたことから、イギリス海外派遣軍に送られたNo 1手榴弾は、発注された量よりも少なすぎるものとなった。一つの派生型であるNo 18手榴弾はより汎用的な起爆薬を用いて設計されたものの、その頃には、戦訓からNo 1手榴弾の設計自体が効果の無いものであることが示されていた。
塹壕での使用の難しさに加え、特殊な起爆薬は、イギリスにおいてジャム缶手榴弾のような間に合わせの手榴弾をいくつか生み出すこととなった原因だった。この状況はミルズ手榴弾が採用されるまで続いた。
この手榴弾は、ベルトに吊下げることができるよう、金属の環が同梱されていた。